# 友成控股
友成控股有限公司，簡稱友成控股，以及YUSEI（英語：Yusei Holdings Limited，港交所：0096），在1992年，由日本友成機工株式會社，以及當時萧山国营工业总公司在浙江蕭山区設立，現時成為全資公司。
現時業務是汽车零部件、办公设备、家电产品的模具研发等。該公司總部位於中國浙江萧山经济技术开发区友成路8号，以及香港新界荃灣沙咀道362號全發商業大廈901室。董事長為増田勝年，以及總裁為許勇。該股份在2005年10月13日，於香港交易所創業板上市，該公司招股價為0.125港元（調整前為1.25港元），發行股份為400,000,000股（調整前為40,000,000股），集資額為50,000,000港元，當時代碼為8319.HK，直至2010年12月15日轉在主板上市。

## 連結
- Yusei.cn（页面存档备份，存于）